# トウネン
トウネン（当年、学名： Calidris ruficollis）は、チドリ目シギ科オバシギ属に分類される鳥類の1種。

## 分布
夏にシベリア北東部やアラスカ北西部のツンドラ地帯で繁殖し、冬は東南アジアからオーストラリア、ニュージーランドにかけての地域で越冬する。
日本では春と秋の渡りの途中で立ち寄る「旅鳥」として、全国に渡来する。小型シギの中では最も普通に見ることが出来る。九州以南では越冬する個体もある。

## 形態
全長はスズメとほぼ同じ14センチメートルから15センチメートル、翼開長は約29センチメートル。シギ科の鳥の中では小型の一種で、くちばしと足も短い。和名も「今年生まれたもの」という意味で、今年生まれた赤子のごとくからだが小さいことに由来している。
成鳥夏羽は顔と胸、背が赤褐色で、翼は軸斑が黒、羽先が白で、残りの羽縁は赤褐色。体の下面は白色である。冬羽は全体的に灰褐色となる。
雌雄同色である。

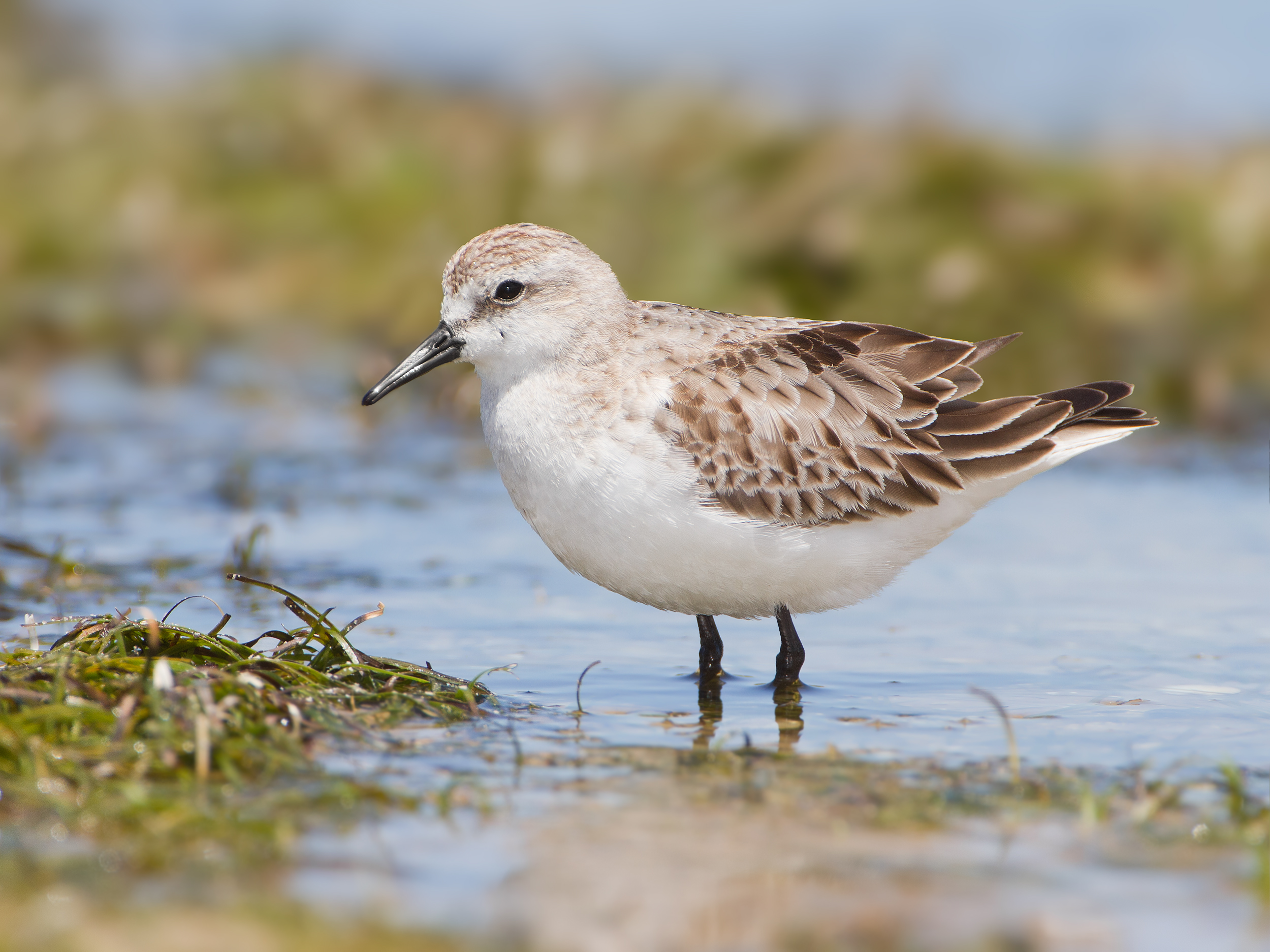
冬羽
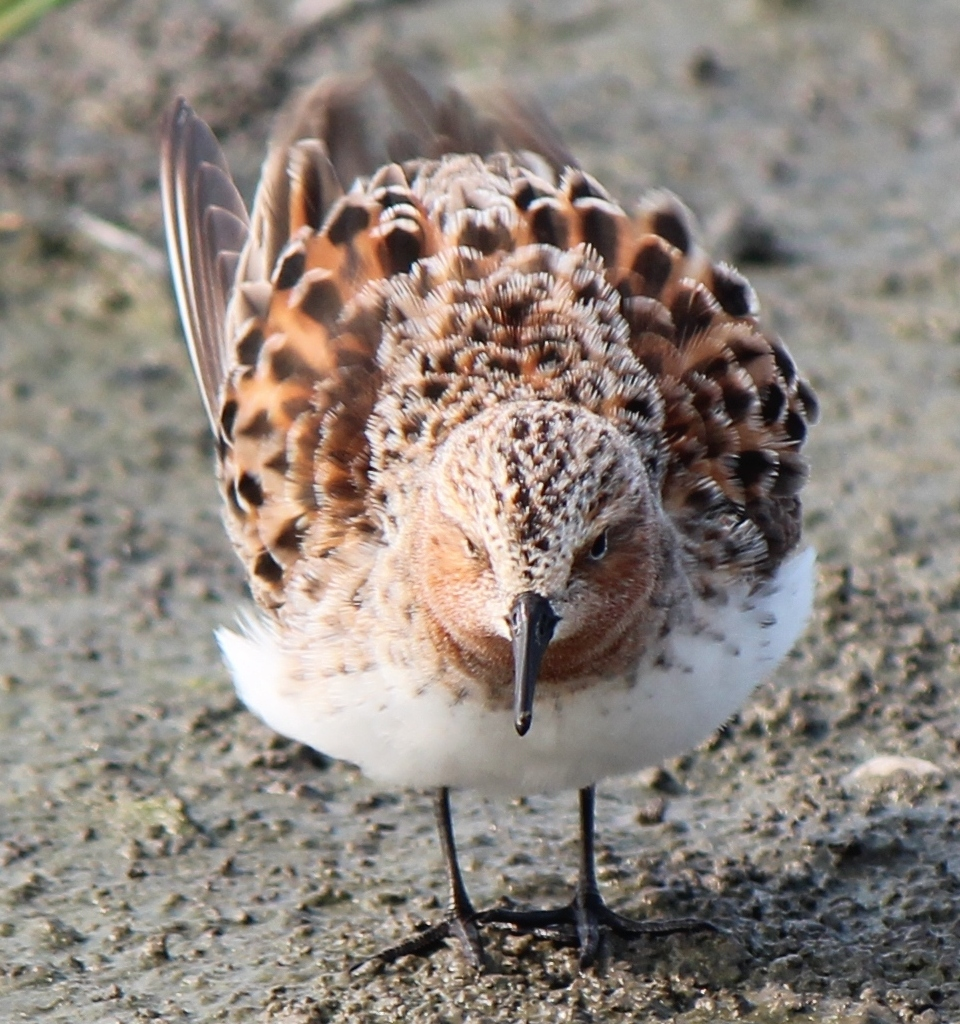
夏羽
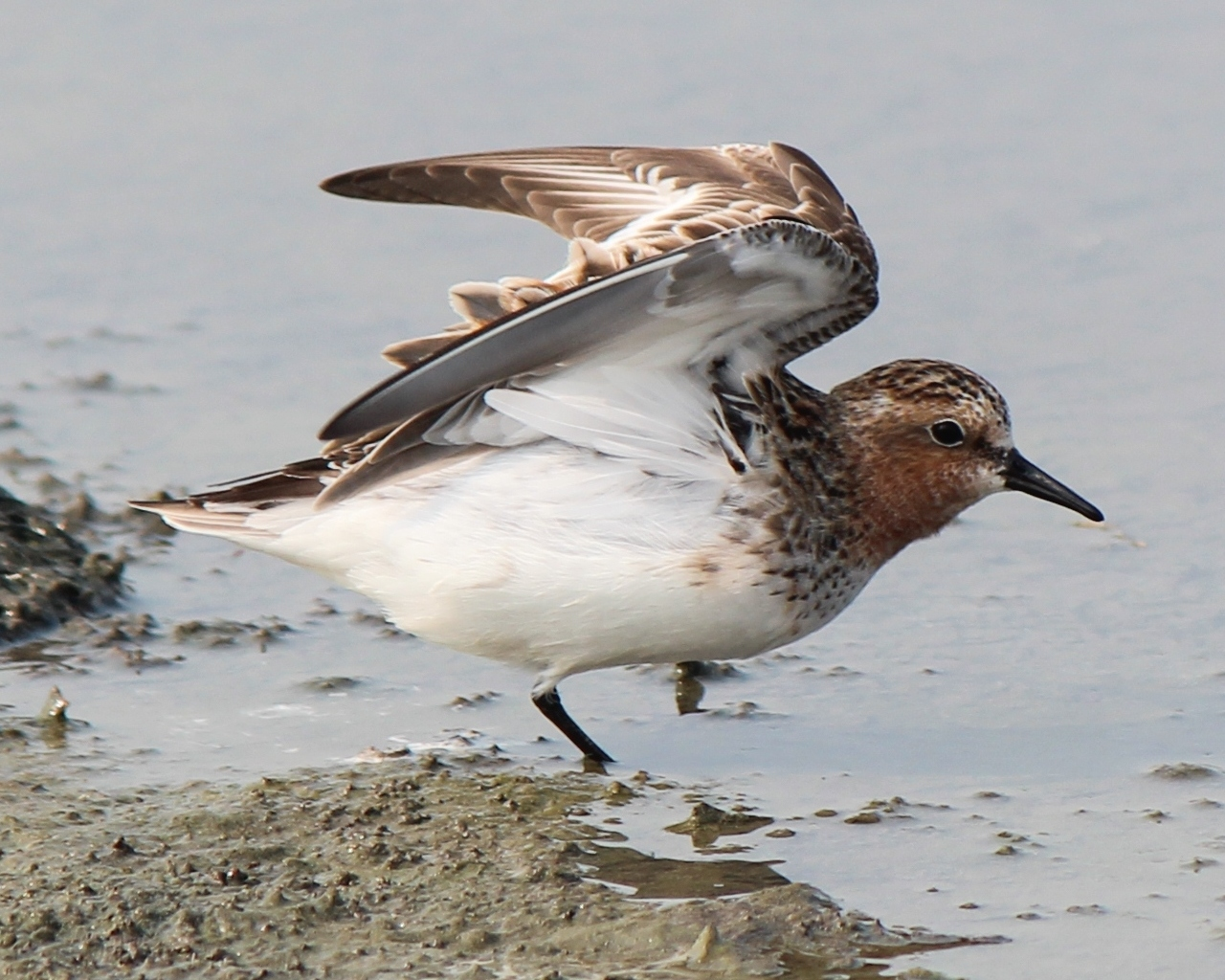
翼をひろげた夏羽

## 生態
非繁殖期には、干潟や水田、湿地に生息する。砂泥地などを動き回って泥の中にいる昆虫、ゴカイ類、小型甲殻類などを捕食する。大きな群れで行動し、日本ではかつては万単位の群れも見られたが、近年では数百羽のことが多い。
「チュリッ」や「チュイ」と鳴く。

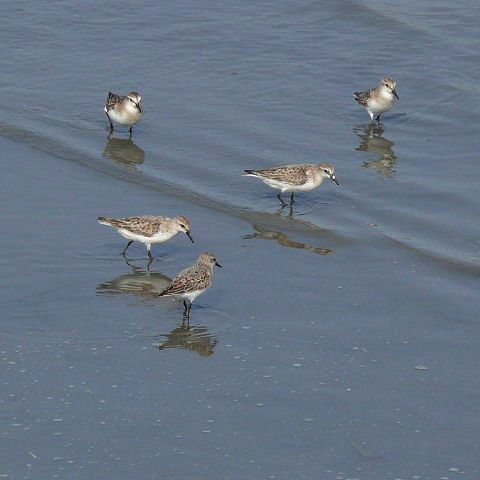
冬羽、秋の渡りの途中で多摩川河口に立ち寄った群れ
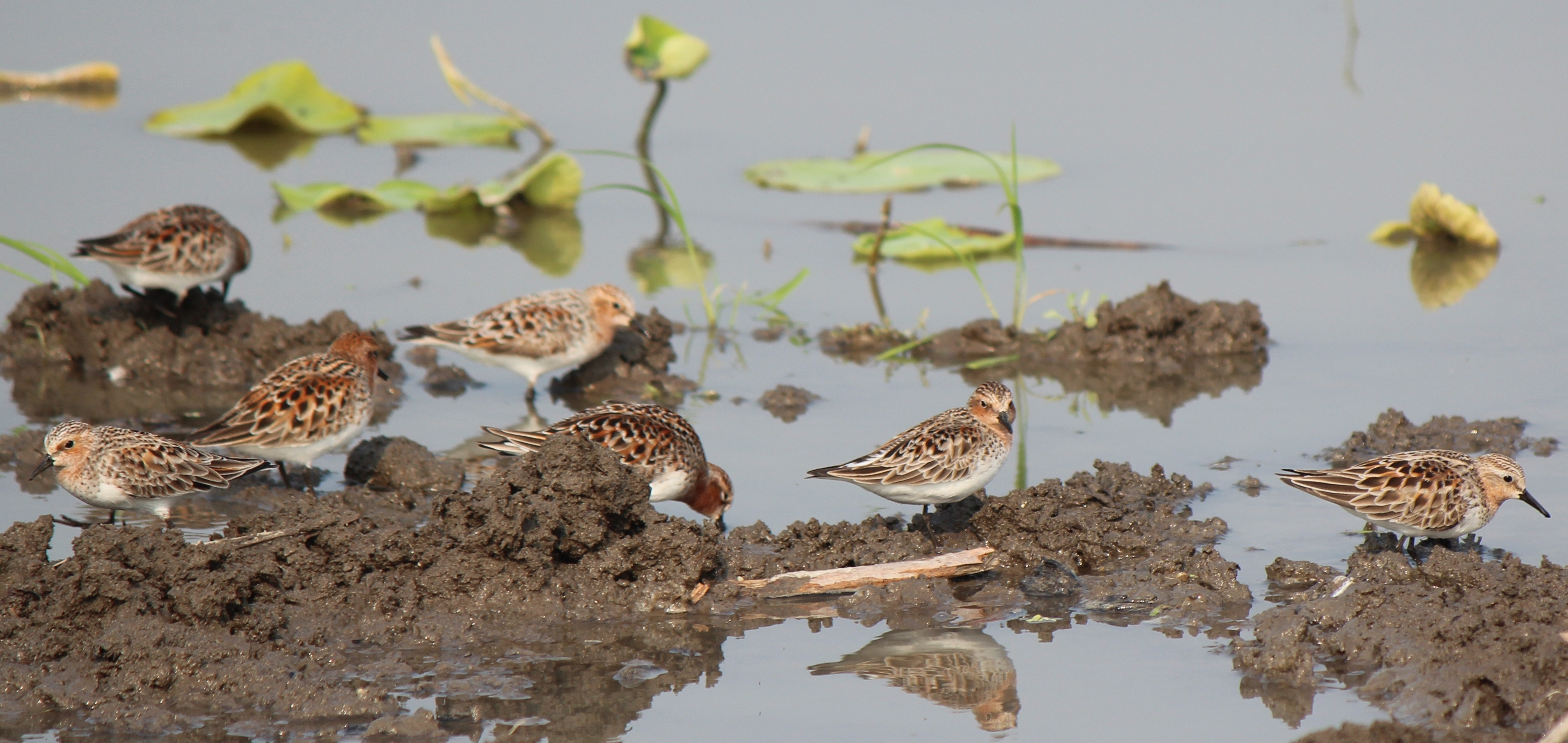
泥地を動き回り泥の中のエサを捕食する夏羽のトウネンの群れ

## 種の保全状況評価
国際自然保護連合（IUCN）により、軽度懸念（LC）の指定を受けている。
日本の以下の都道府県でレッドリストの指定を受けている。
- 絶滅危惧種 - 京都府（環境省の絶滅危惧II類に相当、近年旅鳥としての飛来が減少している。）[7]
- 絶滅危惧II類 - 神奈川県（非繁殖期）[8]、東京都（区部、北多摩・南多摩・西多摩は準絶滅危惧）[9]
- 準絶滅危惧 - 大阪府[10]
- 希少種 - 滋賀県（環境省の準絶滅危惧に相当）[11]
- 一般保護生物（D） - 千葉県（環境省の準絶滅危惧種に相当。東京湾では埋立地の湿地の消失により減少が著しい。）[12]

## 近縁種
- オジロトウネン Calidris temminckii
- ヨーロッパトウネン（ニシトウネン） Calidris minuta